# Карсолио, Карлос
Карлос Карсолио (исп. Carlos Carsolio Larrea; 1962, Мехико) — мексиканский альпинист, первый латиноамериканец, а также самый молодой восходитель (до 2002 года), покоривший все 14 восьмитысячников Земли, три из которых по новым маршрутам, а семь соло (в одиночных восхождениях) (четвёртый в общем списке и третий после Райнхольда Месснера и Эрхарда Лоретана по бескислородным восхождениям).
Известен не только своими выдающимися альпинистскими достижениями, но и как парапланерист, режиссёр-документалист, снявший более 30 документальных фильмов как для внутримексиканского проката, так и для показа за рубежом, преподаватель и предприниматель в области популяризации альпинизма и скалолазания.

## Краткая биография

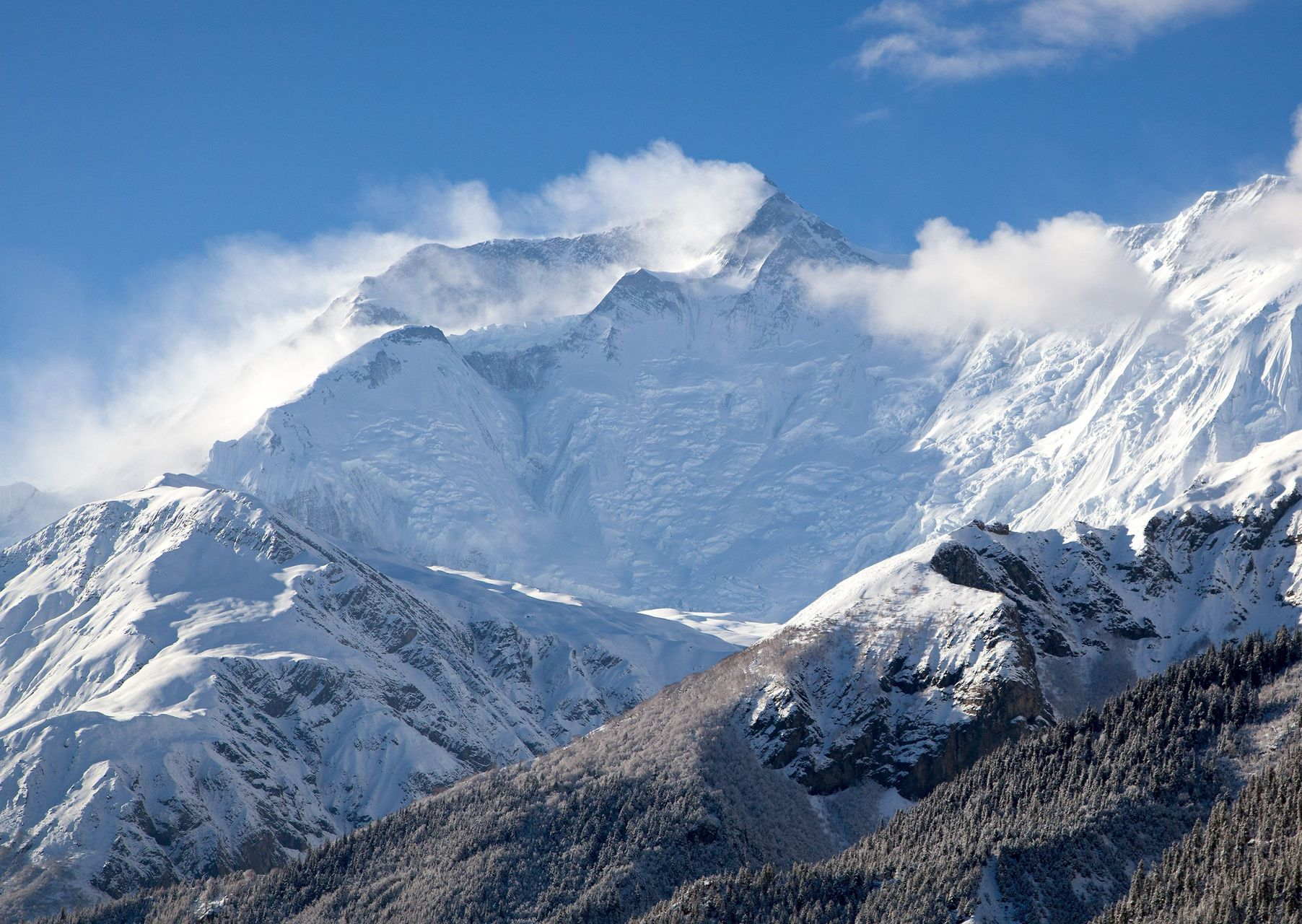
Аннапурна

Карлос Карсолио родился в Мехико 4 октября 1962 года. По образованию инженер-градостроитель. Альпинизмом начал заниматься с детства. Его первым исключительным достижением стало восхождение на Аконкагуа по южной стене в 1985 году (в возрасте 22 лет) и в том же году восхождение на Нанга-Парбат по Рупальской стене, положившее начало покорению всех самых высоких вершин планеты. Среди его наиболее признанных достижений являются первовосхождение на Манаслу Восточную (7992) (1986), первый траверс от Шиша-Пангма Центральной (8008) до Шиша-Пангма Главной (8046) (1987), новый маршрут по западной стене Броуд-Пик (8047) (1994 г.), новый маршрут по западной стене Гашербрум II (8035) (1995), а также первое восхождение на Лобуче восточную (6119) по северной стене (1997). Помимо этого он установил ряд рекордов скорости восхождений на Чо-Ойю (8201) (1994, 18 часов 45 минут), в том же году Лхоцзе (8511, 23 часа 50 минут) и Броуд-Пик (1995, 30 часов). В 1995 году установил мировой рекорд, поднявшись на четыре вершины высотой более 8000 метров в одном сезоне — Аннапурну (8091), Дхаулагири (8163), Гашербрум II и Броуд-Пик, за что был номинирован к вручению престижнейшей в альпинизме премии «Золотой ледоруб». За свои достижения был награждён многочисленными наградами и национальными премиями, а также признан спортсменом XX века.
В 1996 году он стал четвёртым человеком в мире, первым латиноамериканцем, а также самым молодым спортсменом, получившем «Корону Гималаев» — человеком, покорившем все 14 высочайших вершин планеты. На момент достижения ему было 33 года и 220 дней (с 16.05.2002 года самым «молодым» является испанец Альберто Иньюратеги (33 года и 194 дня)).
С 1985 года Карсолио занимается лекторской деятельностью, связанной с альпизмом, мотивационным обучением и организацией конференций и семинаров по этим вопросам. Он основал фирму «Carsolio», президентом которой является и которая на рынке Латинской Америки одна из крупнейших в этой области. Помимо этого, он также руководит крупнейшей школой в регионе восхождений. Карлосом Карсолио прочитано более 1000 лекций в Европе, Азии и Америке, посвященных, в основном, вопросам стратегического маркетинга в современных компаниях.

## Хронология восхождений
| Номер | Дата             | Вершина      | Примечания                                                                                                |
| ----- | ---------------- | ------------ | --- |
| 1     | 13 июля 1985     | Нанга-Парбат | с Ежи Кукучкой, Зигмунтом Анджеем Хайнрихом и Славомиром Лободзински                                      |
| 2     | 18 сентября 1987 | Шишабангма   | вместе с Вандой Руткевич, Эльзой Авила, Рамиро Наварретте и Ричардом Варецки                              |
| 3     | 12 октября 1988  | Макалу       | соло восхождение; на спуске потребовалась срочная помощь и кислород                                       |
| 4     | 13 октября 1989  | Эверест      | |
| 5     | 12 мая 1992      | Канченджанга | соло восхождение                                                                                          |
| 6     | 13 июня 1993     | K2           | |
| 7     | 26 апреля 1994   | Чо-Ойю       | соло восхождение; восхождения из базового лагеря за 18 часов 45 минут, мировой рекорд                     |
| 8     | 13 мая 1994      | Лхоцзе       | соло восхождение; ещё один мировой рекорд, достигнутый за 23 часа и 50 минут                              |
| 9     | 9 июля 1994      | Броуд-пик    | соло восхождение, новый маршрут; пятый человек в мире взошедший по новому маршруту соло на восьмитысячник |
| 10    | 29 апреля 1995   | Аннапурна    | |
| 11    | 15 мая 1995      | Дхаулагири   | соло восхождение                                                                                          |
| 12    | 4 июля 1995      | Гашербрум II | соло восхождение                                                                                          |
| 13    | 15 июля 1995     | Гашербрум I  | вместе с Кшиштофом Велицким, Яцеком Бербекой и Эдом Вистурсом.                                            |
| 14    | 11 мая 1996      | Манаслу      | Карлос и его младший брат, Альфредо, со второй попытки взошли на Манаслу в альпийском стиле               |

.

## Награды
- Лауреат «Национальной спортивной премии Мексики» («Premio Nacional de Deportes») 1985 года[5].